# Stefano Faustini
Stefano Faustini (Brescia, 5 augustus 1968), is een voormalig Italiaans wielrenner. Hij was vooral actief in de jaren 90 van de twintigste eeuw.

## Carrière
Faustini werd pas prof. in 1996, bij het wat kleinere Aki-Gipiemme. Hij werd echter de revelatie van het seizoen en profileerde zich als Italiaans nieuwe toekomstige ronderenner ( ook al was hij al 28 jaar). Hij begon al indruk te maken in de Ronde van Italië, waar hij met de beste mee omhoog kon en een van de betere tijdrijders was. Hij beëindigde deze Giro op een puike 7e plaats. Hij won dat seizoen ook de Tour du Lac Léman en de Gran Premio palio del Recioto. En of dat nog niet genoeg was presteerde hij ook in de Ronde van Spanje met een 5e plaats in het eindklassement, waar hij vooral sterke tijdritten neerzette. Hierna presteerde Faustini echter niks meer. 1997 was een rampseizoen en in 1998 was het ook niet veel soeps, ook al was er een redelijke 22e plaats in het eindklassement van de Giro. Faustini sloot zijn loopbaan geruisloos af bij Mobilveta zonder ook aan de verwachtingen hebben voldaan na zijn wonderjaar 1996.

## Overwinningen
1996
- Tour du Lac Léman
- Gran Premio Palio del Recioto

1998
- Wartenberg Rundfahrt

## Resultaten in voornaamste wedstrijden
| Jaar | Ronde van Italië | Ronde van Frankrijk | Ronde van Spanje |
| ---- | ---------------- | ------------------- | ---------------- |
| 1996 | 7e               |                     | 5e               |
| 1997 | opgave           |                     |                  |
| 1998 | 22e              |                     |                  |
| 1999 | 111e             |                     |                  |

| Jaar | Milaan-San Remo | Amstel Gold Race | Ronde van Lombardije |
| ---- | --------------- | ---------------- | -------------------- |
| 1996 | 119e            | 42e              | 29e                  |
| 1997 |                 |                  |                      |
| 1998 |                 |                  |                      |
| 1999 | opgave          |                  |                      |